# Il nodo
Il nodo (Gidion's Knot) è un'opera teatrale di Johnna Adams, pubblicata nel 2012.

## Storia
Lo spettacolo ha debuttato nel 2012 a Shepherdstown in Virginia ed è poi stato realizzato da altre quaranta produzioni americane e rappresentato in diverse città degli Stati Uniti tra le quali New York, Filadelfia, Chicago, Dallas, Houston, Berkeley e Los Angeles. Nel 2013, la Steinberg American Theatre Critics Association ha attribuito all'opera teatrale una menzione speciale.
L'opera è stata messa in scena in Italia nel 2022 con regia di Serena Sinigaglia e con la recitazione di Ambra Angiolini e di Arianna Scommegna.

## Trama
Nel corso di un incontro, una madre in lutto e un'insegnante di scuola media conducono una conversazione incentrata sul tragico suicidio del figlio della madre, Gidion. Questi potrebbe essere stato gravemente vittima di bullismo. Mentre la sua storia e le vicende che ruotano attorno al tragico evento vengono lentamente dispiegate, le due donne cercano di ricostruire una spiegazione soddisfacente per l'atto di Gidion e fanno i conti con gli atroci sentimenti di colpevolezza reciproci.